# Pārgauja (novads)
Pārgauja est un novads de Lettonie, situé dans la région de Vidzeme. En 2009, sa population est de 4 502 habitants.